# Epureni (Duda-Epureni), Vaslui
Epureni este satul de reședință al comunei Duda-Epureni din județul Vaslui, Moldova, România.
 Acest articol despre o localitate din județul Vaslui este deocamdată un ciot. Puteți ajuta Wikipedia prin completarea lui.

Personalități marcante:
Mircea Corneliu Spătaru - fost un sculptor, pictor și ceramist român, profesor universitar.
Cătălin Tănase - biolog, profesor universitar, membru corespondent al Academiei Române.